# Cathrine Norberg (anglist)
Eva Ann-Cathrine "Cathrine" Norberg, född 1962 i Luleå, är en svensk professor i engelska verksam vid Luleå tekniska universitet.
Norgberg doktorerade år 2002 med avhandlingen "Whores and cuckolds : on male and female terms in Shakespeare's comedies".
Norbergs forskning är främst kring engelska språket med didaktisk inriktning. Norberg vann Norrbottens forskningsråds pris för bästa avhandling inom filosofisk fakultet.